# Стара ратуша (Мюнхен)
48°08′12″ пн. ш. 11°34′37″ сх. д. / 48.136803673267° пн. ш. 11.576995294963° сх. д.

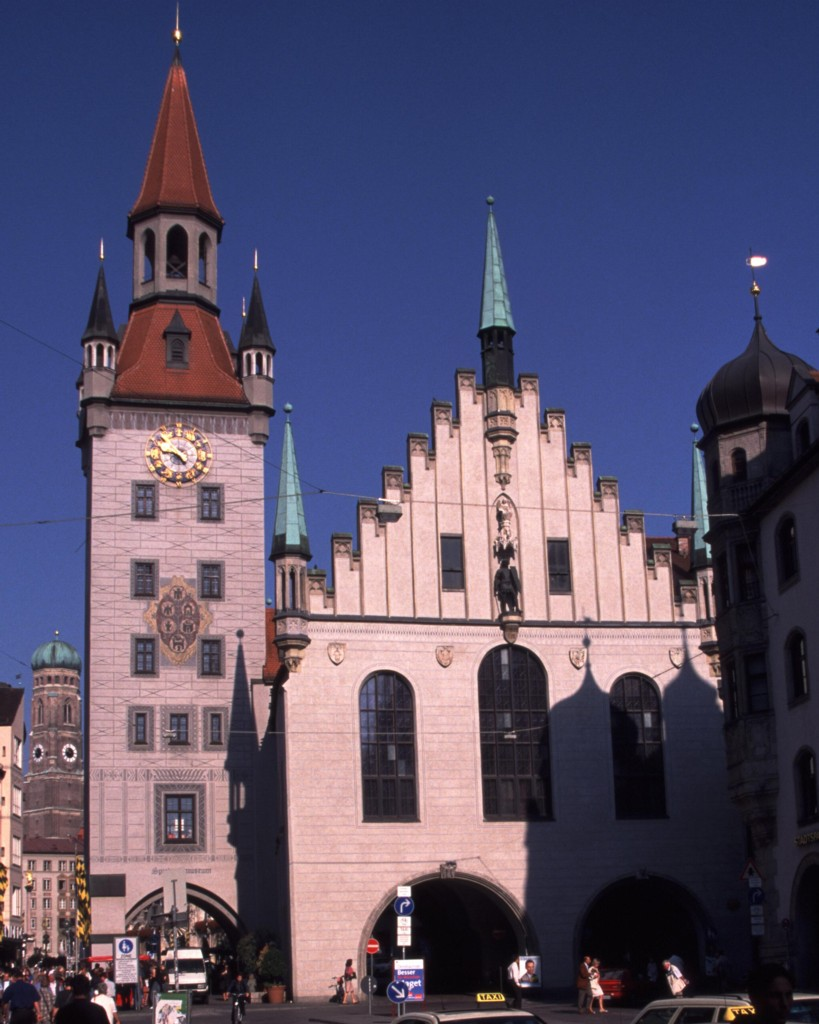
Стара ратуша Мюнхена

Стара́ ра́туша (нім. Altes Rathaus) — одна з пам'яток Мюнхена, розташована на східній стороні площі Марієнплац.
Перша згадка про Стару ратушу датується 1310, велику залу будівлі було побудовано в 1392-1394рр. Відомо, що в 1460 у комплекс вразила блискавка. У 1470-1480рр. під керівництвом Йорга фон Хальсбаха ратуша була реконструйована в стилі пізньої готики. Після, в епоху Відродження, в фасад додавалися елементи в стилі ренесансу. Але в 1861-1864рр. будинок було реконструйовано в неоготичному стилі.
У 1874 міська рада переїхала в будівлю Нової ратуші, розташовану на північному боці тієї ж площі Марієнплац.
Ратуша також відома промовою Йозефа Геббельса 9 листопада 1938 напередодні серії єврейських погромів, що увійшли до історію під назвою як «Кришталева ніч».
Стара ратуша значно постраждала під час Другої світової війни, новий шпиль було встановлено на початку 1970-х. У наш час значну частину будівлі займає музей іграшок.